# Pelliculaspis celtis
Pelliculaspis celtis är en insektsart som beskrevs av Mcdaniel 1972. Pelliculaspis celtis ingår i släktet Pelliculaspis och familjen pansarsköldlöss. Inga underarter finns listade i Catalogue of Life.